# 寺本恵真
寺本 恵真（てらもと えしん、1903年3月10日 - 1970年1月12日）は、日本の真宗大谷派の僧侶。教育者。学校経営者。札幌大谷短期大学初代学長。

## 来歴
- 1903年（明治36年）　北海道空知郡南富良野町に生まれる。父は同町の恵光寺住職
- 1922年（大正11年）　大谷中学校卒業
- 1925年（大正14年）　札幌大谷大学予科修了
- 1928年（昭和3年）　札幌大谷大学文学部哲学科卒業
- 1928年（昭和3年）　北海高等女学校教諭
- 1939年（昭和14年）　北海高等女学校校長
- 1948年（昭和23年）　札幌大谷中学校・高等学校校長
- 1955年（昭和30年）　札幌大谷幼稚園園長を兼任
- 1961年（昭和36年）　札幌大谷短期大学初代学長に就任。
- 1970年（昭和45年）　学長在職中に脳溢血のため死去

### 主な学外の公職
- 北海道札幌方面公安委員会委員長（1951年－1955年）
- 北海道私学協会会長（1957年－1969年）
- 北海道私学審議会会長（1958年－1970年）
- 北海道私学厚生協会理事長（1962年－1970年）
- 北海道私学振興協議会会長（1969年－1970年）

## 受賞歴
- 藍綬褒章（1960年）
- 北海道知事表彰（1960年、1963年）
- 正五位（1970年）
- 勲三等瑞宝章（1970年）
- 浄土真宗より僧正が贈られる（1970年）

## 著作リスト

### 論文等
- CiNii>寺本恵真